# Doença pulmonar intersticial na criança
A doença pulmonar intersticial na criança ou doença pulmonar intersticial infantil, às vezes abreviada como ChILD (sigla em Inglês), é uma família de doenças crônicas e complexas raras que afetam os pulmões das crianças. Nos pulmões, esses distúrbios afetam o interstício, que é o espaço ao redor dos alvéolos. Os alvéolos são estruturas localizadas na porção respiratória do sistema respiratório semelhantes a pequenos sacos de ar. Para esses distúrbios, os alvéolos são tipicamente prejudicados por alterações inflamatórias e fibróticas que podem levar à dispneia, infiltrados difusos nas radiografias de tórax e testes de função pulmonar anormais.
Nem todos os tipos de doença pulmonar intersticial que ocorrem em adultos também ocorrem em crianças e vice-versa. O grupo de distúrbios é heterogêneo e existem diferentes definições sobre o que exatamente deve ser classificado como ChILD.
A doença pulmonar intersticial infantil é uma doença grave, com elevada morbidade e mortalidade. Pessoas com ChILD correm maior risco de desenvolver hipertensão pulmonar, e o desenvolvimento de hipertensão pulmonar está associado a baixas taxas de sobrevivência.